# 46689 Hakuryuko
46689 Hakuryuko este un asteroid din centura principală de asteroizi.

## Descriere
46689 Hakuryuko este un asteroid din centura principală de asteroizi. A fost descoperit pe 13 ianuarie 1997 la Nanyo de Tomimaru Okuni. Asteroidul prezintă o orbită caracterizată de o semiaxă mare de 2,30 ua, o excentricitate de 0,07 și o înclinație de 6,2° în raport cu ecliptica.